# 普里皮亞季國家公園
52°00′58″N 28°00′45″E / 52.016163°N 28.012390°E

普里皮亞季國家公園是白俄羅斯的國家公園，位於該國東南部戈梅利州，成立於1996年，面積635平方公里，有加拿大馬鹿、野豬、歐洲馬鹿、獾、歐亞猞猁等野生動物棲息。